# Martin Burckhardt (écrivain)
Pour les articles homonymes, voir Martin Burckhardt et Burckhardt.
Martin Burckhardt, né le 28 juillet 1957 à Fulda[réf. nécessaire], est un écrivain et théoricien de la culture allemand. Son premier roman, Score, est publié en 2015.

## Œuvre

### Livres
- (de) Martin Burckhardt, Metamorphosen von Raum und Zeit : Eine Geschichte der Wahrnehmung, Francfort-sur-le-Main, Campus, 1994 (ISBN 978-3-88375-927-2)
- (de) Martin Burckhardt, Vom Geist der Maschine : Eine Geschichte der kultureller Umbrüche, Francfort-sur-le-Main, Campus, 1999 (ISBN 978-3-593-36275-5)
- (de) Martin Burckhardt, Brandlhuber : Eine Fiktion, Cologne, König, 2005 (ISBN 978-3-88375-927-2)
- (de) Martin Burckhardt, Die Scham der Philosophen, Berlin, Semele, 2006 (ISBN 978-3-938869-01-7)
- (de) Martin Burckhardt, 68 : Die Geschichte einer Kulturrevolution, Berlin, Semele, 2007 (ISBN 978-3-938869-15-4)
- (de) Martin Burckhardt, Eine kleine Geschichte der großen Gedanken : Wie die Philosophie die Welt erfand, Cologne, DuMont, 2008 (ISBN 978-3-8321-8083-6)
- (de) Martin Burckhardt, Digitale Renaissance : Manifest für eine neue Welt, Berlin, Metrolit, 2014 (ISBN 978-3-8493-0330-3)
- (de) Martin Burckhardt, Wie die Philosophie unsere Welt erfand, Cologne, DuMont, 2014 (ISBN 978-3-8321-6307-5)
- (de) Martin Burckhardt et Dirk Höfer, Alles und Nichts : Ein Pandämonium digitaler Weltvernichtung, Berlin, Matthes & Seitz, 2015 (ISBN 978-3-95757-096-3)
  - (es) Martin Burckhardt, Todo y nada : Un pandemonio de la destrucción del mundo, Barcelone, Herder Editorial, 2017
  - (en) Martin Burckhardt et Dirk Höfer, All and Nothing : A digital Apocalypse, MIT Press, 2017 (ISBN 978-0-262-34273-5)
- (de) Martin Burckhardt, Score : Wir schaffen das Paradies auf Erden (Roman), Munich, Knaus, 2015 (ISBN 978-3-8135-0643-3)[1]
- (de) Martin Burckhardt, Philosophie der Maschine, Berlin, Matthes & Seitz, 2017 (ISBN 978-3-95757-476-3)
- (de) Martin Burckhardt, Psychology of the Machine Series : Über dem Luftmeer, Berlin, Matthes & Seitz, 2023 (ISBN 978-3-7518-0398-4)

### Articles et essais
(septembre 2024).
- (en) Martin Burckhardt et Hopkins Stanley (Traduction anglaise de Digitale Metaphysiks, Merkur (Vol. 42), avril 1988), « Digital Metaphysics », Ex nihilo,‎ 28 décembre 2022 (lire en ligne )
- Martin Burckhardt  2023. In the Working Memory. Ex nihilo, 5/10/2023 [English translation of Im Arbeitsspeicher – Zur Rationalisierung geistiger Arbeit. In: König, H., von Greiff, B., Schauer, H. (eds) Sozialphilosophie der industriellen Arbeit. LEVIATHAN Zeitschrift für Sozialwissenschaft, vol 11. VS Verlag für Sozialwissenschaften, Wiesbaden, January 1990. https://doi.org/10.1007/978-3-663-01683-0_15]
- (en) Martin Burckhardt (Traduction anglaise de Das Monster und seine telematische Guillotine, extrait de 68 : Die Geschichte einer Kulturrevolution, Berlin, 2009), « The Monster and its Telematic Guillotine », Ex nihilo,‎ 22 juin 2023 (lire en ligne )
- (en) Martin Burckhardt (Traduction en anglais de Die Universale Maschine, Merkur (Vol. 44), novembre 1990), « Emergence of the Psychotope », Ex nihilo,‎ 28 août 2023 (lire en ligne )